# Josephine Touray
Josephine Touray (Aarhus, 6 de outubro de 1979) é uma handebolista profissional dinamarquesa, campeã olímpica.
Josephine Touray fez parte do elenco medalha de ouro, de Atenas 2004.